# Пікове наземне прискорення
Пікове наземне прискорення (англ. Peak ground acceleration) (PGA) дорівнює максимальному прискоренню землі, яке виникло під час землетрусу в певному місці. PGA дорівнює амплітуді найбільшого абсолютного прискорення, зафіксованого на акселерограмі на місці під час конкретного землетрусу.

## Загальна характеристика
Землетруси зазвичай відбуваються в усіх трьох напрямках. Тому PGA часто поділяють на горизонтальну та вертикальну складові. Горизонтальні PGA, як правило, більші, ніж у вертикальному напрямку, але це не завжди так, особливо поблизу сильних землетрусів. PGA є важливим параметром (також відомим як міра інтенсивності) для сейсмотехніки. Розрахункові землетрусні рухи грунту (DBEGM)  часто визначаються в термінах PGA.
На відміну від шкали Ріхтера та моментної магнітуди, це не міра загальної енергії (магнітуди чи розміру) землетрусу, а скоріше того, наскільки сильно земля коливається в певній географічній точці. Шкала інтенсивності Меркаллі використовує особисті звіти та спостереження для вимірювання інтенсивності землетрусів, але PGA вимірюється інструментами, такими як акселерографи. Його можна співвіднести з макросейсмічними інтенсивностями за шкалою Меркаллі, але ці кореляції пов’язані з великою невизначеністю. Дивіться також сейсмічна шкала.
Пікове горизонтальне прискорення (Peak horizontal acceleration) (PHA) є найбільш часто використовуваним типом наземного прискорення в інженерних додатках. Він часто використовується в сейсмотехніці (включаючи сейсмозахисні будівельні норми) і зазвичай наноситься на карти сейсмічної небезпеки. Під час землетрусу пошкодження будівель та інфраструктури тісніше пов’язане з рухом землі, мірою якого є PGA, а не з магнітудою самого землетрусу. Для помірних землетрусів PGA є досить хорошим визначником збитку; під час сильних землетрусів пошкодження частіше корелюють із піковою швидкістю руху землі.

## Геофізика
Енергія землетрусу розсіюється хвилями від гіпоцентру, спричиняючи рух ґрунту в усіх напрямках, але зазвичай моделюється горизонтально (у двох напрямках) і вертикально. PGA фіксує прискорення (швидкість зміни швидкості) цих рухів, тоді як пікова швидкість ґрунту – це найбільша швидкість (швидкість руху), досягнутої ґрунтом, а максимальне зміщення – це відстань, яку перемістили. Ці значення змінюються під час різних землетрусів і в різних місцях в межах одного землетрусу залежно від низки факторів. До них належать довжина розлому, магнітуда, глибина землетрусу, відстань від епіцентру, тривалість (тривалість циклу струсу) і геологія ґрунту (надра). Неглибокі землетруси викликають сильніші тремтіння (прискорення), ніж проміжні та глибокі землетруси, оскільки енергія виділяється ближче до поверхні.

## Сейсмічний ризик та інженерія
Вивчення географічних територій у поєднанні з оцінкою історичних землетрусів дозволяє геологам визначати сейсмічний ризик і створювати карти сейсмічної небезпеки, які показують ймовірні значення PGA, які можуть відчутися в регіоні під час землетрусу, з ймовірністю перевищення (PE). Інженери-сейсмологи та урядові департаменти планування використовують ці значення для визначення відповідного землетрусного навантаження для будівель у кожній зоні, причому ключові визначені конструкції (наприклад, лікарні, мости, електростанції) мають витримати максимальний розрахунковий землетрус (MCE).

## Порівняння інструментальної та відчутної інтенсивності
Пікове прискорення землі забезпечує вимірювання інструментальної інтенсивності, тобто коливання землі, зафіксоване сейсмічними приладами. Інші шкали інтенсивності вимірюють інтенсивність відчуттів на основі свідчень очевидців, відчутного тремтіння та спостережених пошкоджень. Існує кореляція між цими шкалами, але не завжди абсолютна згода, оскільки досвід і збитки можуть залежати від багатьох інших факторів, включаючи якість сейсмотехніки.
Загалом,
- 0,001 г (0,01 м/с2) – сприймається людьми
- 0,02  г (0,2  м/с2) – люди втрачають рівновагу
- 0,50  г (5  м/с2) – дуже висока; добре спроектовані будівлі можуть вижити, якщо тривалість невелика[7].

### Кореляція зі шкалою Меркаллі
Геологічна служба Сполучених Штатів розробила інструментальну шкалу інтенсивності, яка відображає пікове прискорення ґрунту та максимальну швидкість ґрунту на шкалі інтенсивності, подібній до фетрової шкали Меркаллі. Ці значення використовуються сейсмологами в усьому світі для створення карт коливань.
| Інструментальна Інтенсивність | Прискорення (g)    | Швидкість (см/с) | Відчутне тремтіння     | Потенційний збиток        |
| ----------------------------- | ------------------ | ---------------- | ---------------------- | ------------------------- |
| I                             | < 0,000464         | < 0,0215         | Не відчувається        | Жодного                   |
| II–III                        | 0,000464 – 0,00297 | 0,135 – 1,41     | Слабке                 | Жодного                   |
| IV                            | 0,00297 – 0,0276   | 1,41 – 4,65      | Легке                  | Жодного                   |
| V                             | 0,0276 – 0,115     | 4,65 – 9,64      | Помірне                | Дуже легкий               |
| VI                            | 0,115 – 0,215      | 9.64 – 20        | Сильне                 | Легкий                    |
| VII                           | 0,215 – 0,401      | 20 – 41,4        | Дуже сильне            | Помірний                  |
| VIII                          | 0,401 – 0,747      | 41,4 – 85,8      | Важко встояти на ногах | Від середнього до важкого |
| IX                            | 0,747 – 1,39       | 85,8 – 178       | Втрата рівноваги       | Важка                     |
| X+                            | > 1,39             | > 178            | Екстрім                | Дуже важкий               |

### Інші шкали інтенсивності
У 7-класній шкалі сейсмічної інтенсивності Японського метеорологічного агентства найвища інтенсивність, Shindo 7, охоплює прискорення понад 4 м/с 2 (0,41 g ).

## Ризики небезпеки PGA у всьому світі
В Індії території з очікуваними значеннями PGA вище 0,36 г класифікуються як «зона 5» або «зона дуже високого ризику пошкодження».

## Значні землетруси
| PGA єдиний напрямок (макс) | PGA векторна сума (H1, H2, V) (макс) | Магнітуда | Глибина | Смертельні випадки | Землетрус                                       |
| -------------------------- | ------------------------------------ | --------- | ------- | ------------------ | ----------------------------------------------- |
| 3.23 g                     |                                      | 7.8       | 15 km   | 2                  | Землетрус Кайкоура 2016                         |
| 2.7 g                      | 2.99 g                               | 9.1       | 30 km   | 19,759             | Великий тохокуський землетрус                   |
|                            | 4.36 g                               | 6.9/7.2   | 8 km    | 12                 | 2008 Івате-Міягі внутрішній повітряний світанок |
| 1.92 g                     |                                      | 7.7       | 8 km    | 2,415              | Землетрус на Тайвані 1999                       |
| 1.82 g                     |                                      | 6.7       | 18 km   | 57                 | Землетрус у Нортріджі 1994 року                 |
| 1.81 g                     |                                      | 9.5       | 33 km   | 1,000–6000         | Великий чилійський землетрус                    |
| 1.61 g                     |                                      | 7.6       | 40.2 km | 2                  | Землетрус у Коста-Риці 2012 року                |
| 1.51 g                     |                                      | 6.2       | 5 km    | 185                | Землетрус у Крайстчерчі (2011)                  |
|                            | 1.47 g                               | 7.1       | 42 km   | 4                  | Землетрус у префектурі Міяґі (2011)             |
| 1.46 g                     |                                      | 6.4       | 17.9 km | 2                  | 2022 Ferndale earthquake                        |
| 1.26 g                     |                                      | 7.1       | 10 km   | 0                  | Землетрус в Кентербері (2010)                   |
| 1.25 g                     |                                      | 7.3       | 63.1 km | 4                  | Землетрус у Фукусімі 2022 року                  |
| 1.25 g                     |                                      | 6.6       | 8.4 km  | 58–65              | Сюльмарський землетрус 1971 року                |
| 1.04 g                     |                                      | 6.6       | 10 km   | 11                 | Морський землетрус Чуетсу 2007 року             |
| 1.0 g                      |                                      | 6.0       | 8 km    | 0                  | Землетрус у Крайстчерчі (2011)                  |
| 0.98 g                     |                                      | 7.0       | 21 km   | 119                | Землетрус в Егейському морі (2020)              |
| 0.92 g                     |                                      | 7.6       | 16.2 km | 2                  | Землетрус у Мічоакані 2022 року                 |
| 0.91 g                     |                                      | 6.9       | 16 km   | 5,502–6,434        | Великий землетрус Ханшин                        |
| 0.8 g                      |                                      | 7.2       | 12 km   | 222                | Бохольський землетрус 2013 року                 |
| 0.78 g                     |                                      | 6.0       | 6 km    | 1                  | Землетрус у Крайстчерчі, червень 2011 року      |
| 0.75 g                     |                                      | 8.1       | 28.9 km | 0                  | Землетрус на островах Кермадек у 2021 році      |
| 0.68 g                     |                                      | 6.7       | 18.4 km | 93                 | Землетрус у Сичуані (Китай) 2022                |
| 0.65 g                     |                                      | 6.9       | 19 km   | 63                 | Лома-Прієта (землетрус)                         |
| 0.65 g                     |                                      | 8.8       | 23 km   | 525                | Землетрус у Чилі (2010)                         |
| 0.6 g                      |                                      | 6.0       | 10 km   | 143                | Землетрус в Афінах 1999 року                    |
| 0.58 g                     |                                      | 6.4       | 10 km   | 2                  | Гормозганський землетрус 2021 року              |
| 0.51 g                     |                                      | 6.9       | 10 km   | 1                  | 2022 Тайдунський землетрус                      |
| 0.51 g                     |                                      | 6.4       | 16 km   | 612                | Землетрус у Заранді 2005 року                   |
| 0.5 g                      |                                      | 7.0       | 13 km   | 100,000–316,000    | Землетрус на Гаїті (2010)                       |
| 0.47 g                     |                                      | 7.2       | 10 km   | 2,248              | Землетрус на Гаїті (2021)                       |
| 0.438 g                    |                                      | 7.7       | 44 km   | 28                 | Землетрус Міяґі 1978 року (Сендай)              |
| 0.41 g                     |                                      | 6.5       | 11 km   | 2                  | Землетрус на острові Лефкас у 2015 році         |
| 0.4 g                      |                                      | 5.7       | 8 km    | 0                  | Землетрус у Крайстчерчі 2016 року               |
| 0.37 g                     |                                      | 5.1       | 1 km    | 9                  | Землетрус у Лорці (2011)                        |
| 0.34 g                     |                                      | 6.4       | 15 km   | 5,778              | Землетрус у Джок'якарті 2006 року               |
| 0.18 g                     |                                      | 9.2       | 25 km   | 131                | Великий Аляскинський землетрус                  |

- Шкала сейсмічної інтенсивності Японського метеорологічного агентства